# Идзковский, Адам
Ада́м Идзко́вский, Идзьковский (пол. Adam Idźkowski; 24 декабря 1798, с. Ольшанка, Новая Восточная Пруссия, Королевство Пруссия — 3 мая 1879, Литин, Подольская губерния, Российская империя) — польский архитектор, прусский и затем русский подданный, мастер позднего классицизма, архитектурный теоретик. Почётный вольный общник Императорской Академии художеств (с 1853).

## Биография
Окончил строительное отделение Варшавского университета в 1824 г. Ещё во время учёбы талантливый студент обратил на себя внимание министра финансов князя Ф. К. Друцкого-Любецкого, благодаря которому получил правительственную стипендию для дальнейшего обучения в Италии в Академии изящных искусств во Флоренции, членом которой он стал впоследствии.
После возвращения на родину назначен асессором по строительству при Комиссии исповеданий и общественного просвещения. Ученик и последователь Антонио Корацци.
В 1840-е годы работал в должности архитектора и строителя императорского замка и дворцов в Варшаве и Скерневице.

## Избранные работы
Автор проектов многих дворцов в Литве, Белоруссии, Мазовии и других местах Российской империи.
- В 1837 архитектор Адам Идзковский разработал проект перестройки Саксонского дворца. Вместо разрушенной средней части здания архитектор построил в 1839—1842 колоннаду на одиннадцати аркадах. Фасады дворца были перестроены в стиле классицизма.
- перестроил Собора Святого Иоанна Крестителя в Варшаве в стиле английской готики (1836—1840).
- В 1840-е годы по проектам Адама Идзковского к центральной части гомельского дворца, возведенного при П. А. Румянцеве-Задунайском и купленного И. Паскевичем, были пристроены флигель и башня, одновременно был создан великолепный парк. Сейчас архитектурно-парковый ансамбль — визитная карточка Гомеля.
- спроектировал варшавскую больницу св. Лазаря,
- проект императорского дворца на Повонзках,
- перестроил костёл св. Лавра в Варшаве в церковь Владимирской иконы Божией Матери в 1841.
- автор постамента памятника Копернику в Варшаве (скульптор Торвальдсен)
- в 1828 разработал проект постройки туннеля под рекой Вислою для соединения Варшавы с Прагой, историческим районом польской столицы — предместьем, расположенным на правом берегу реки (проект не был реализован из-за отсутствия средств).
- в 1843 разработал проект мавзолея для императора Наполеона и многое др.

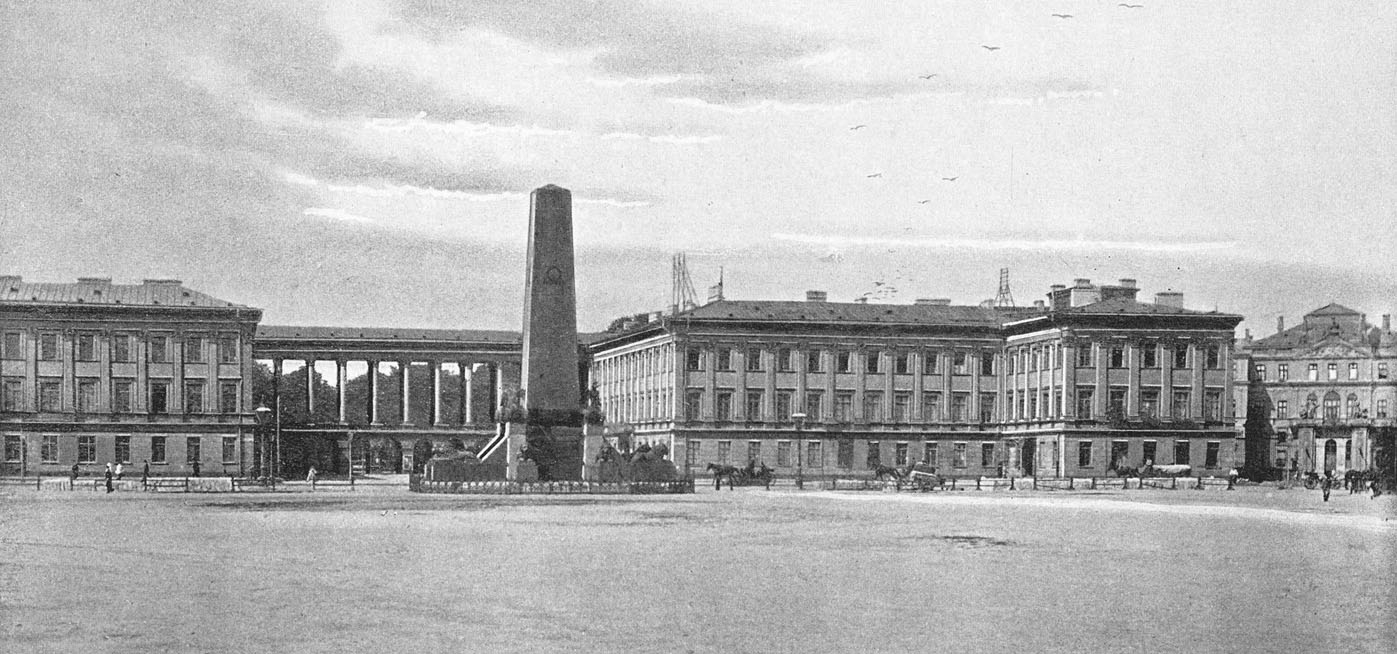
Саксонский дворец около 1890 года
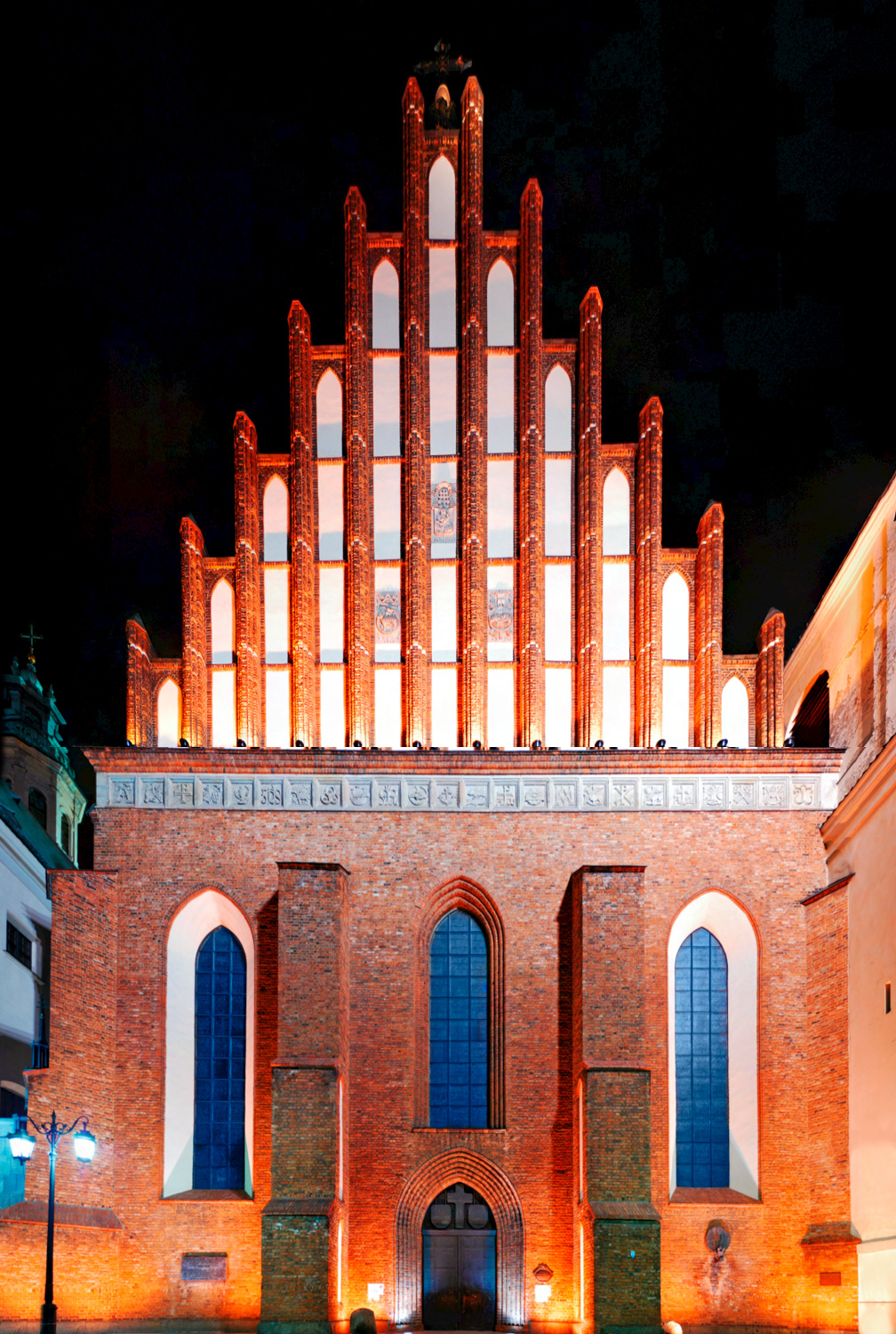
Собор святого Иоанна Крестителя (Варшава)
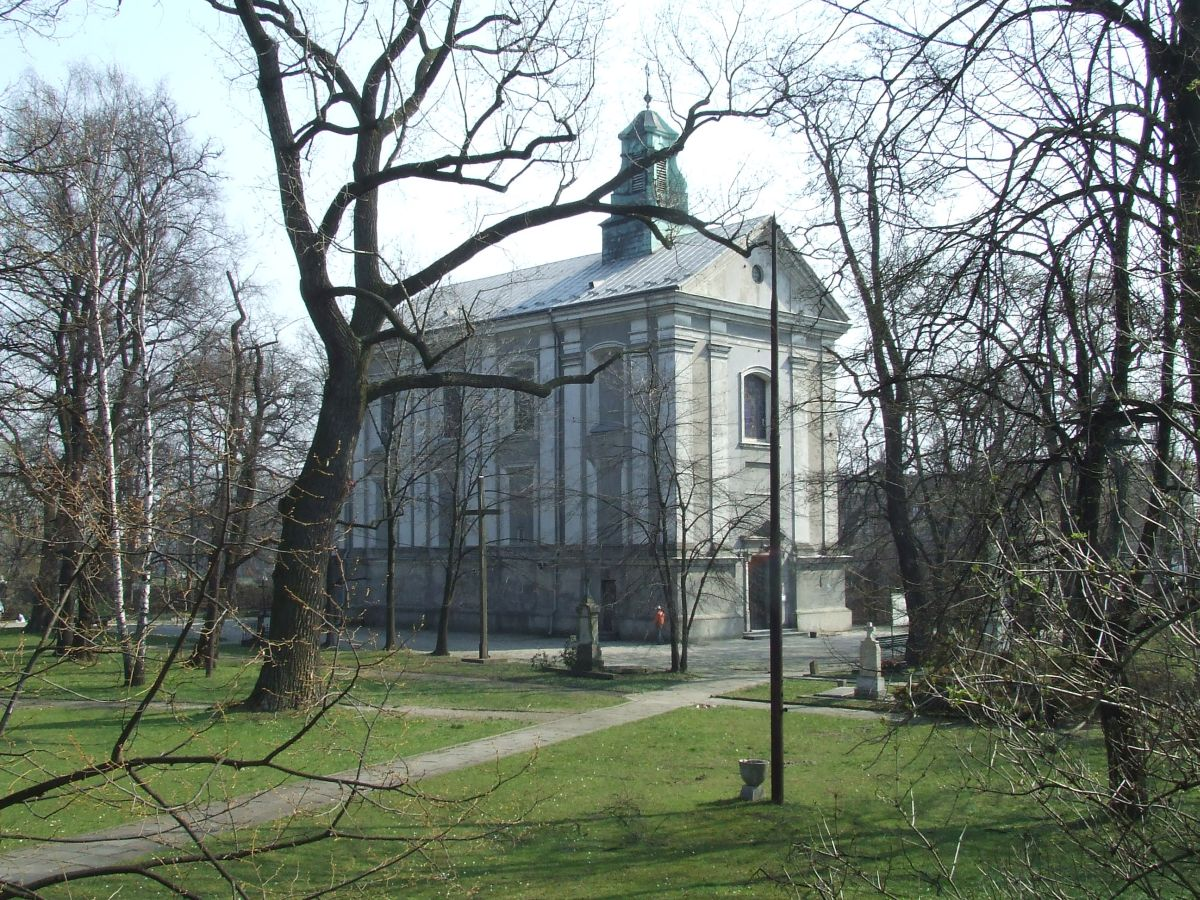
Костёл св. Лавра в Варшаве (бывшая церковь Владимирской иконы Божией Матери)
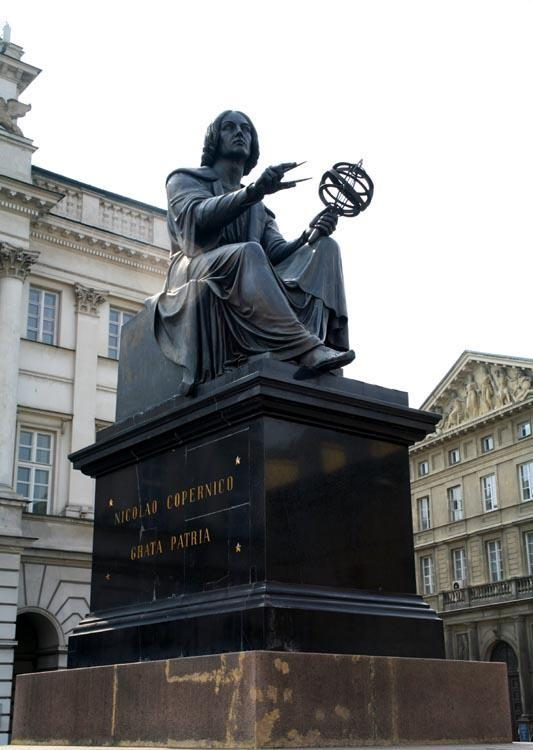
Памятник Копернику
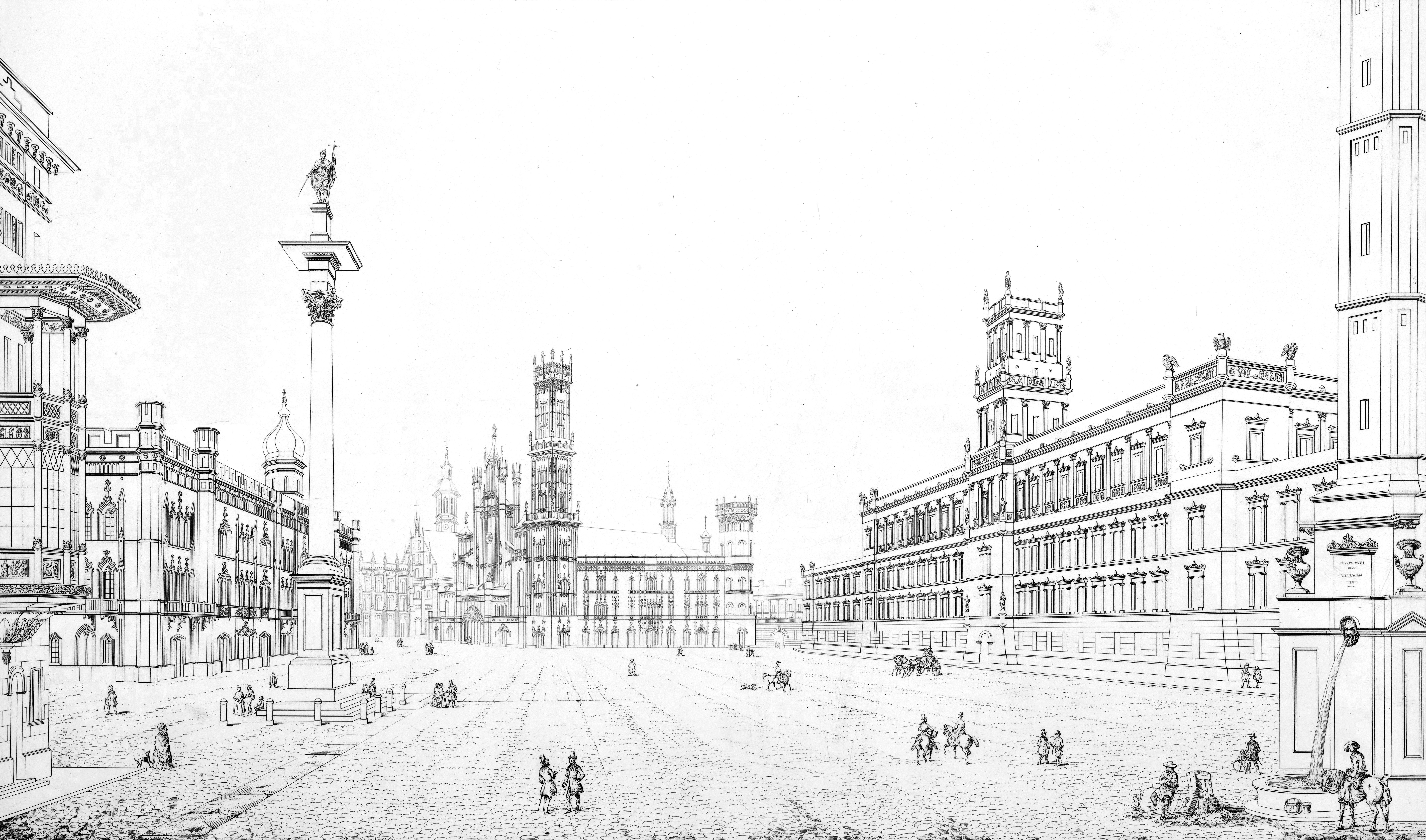
Проект перестройки королевского дворца в Варшаве
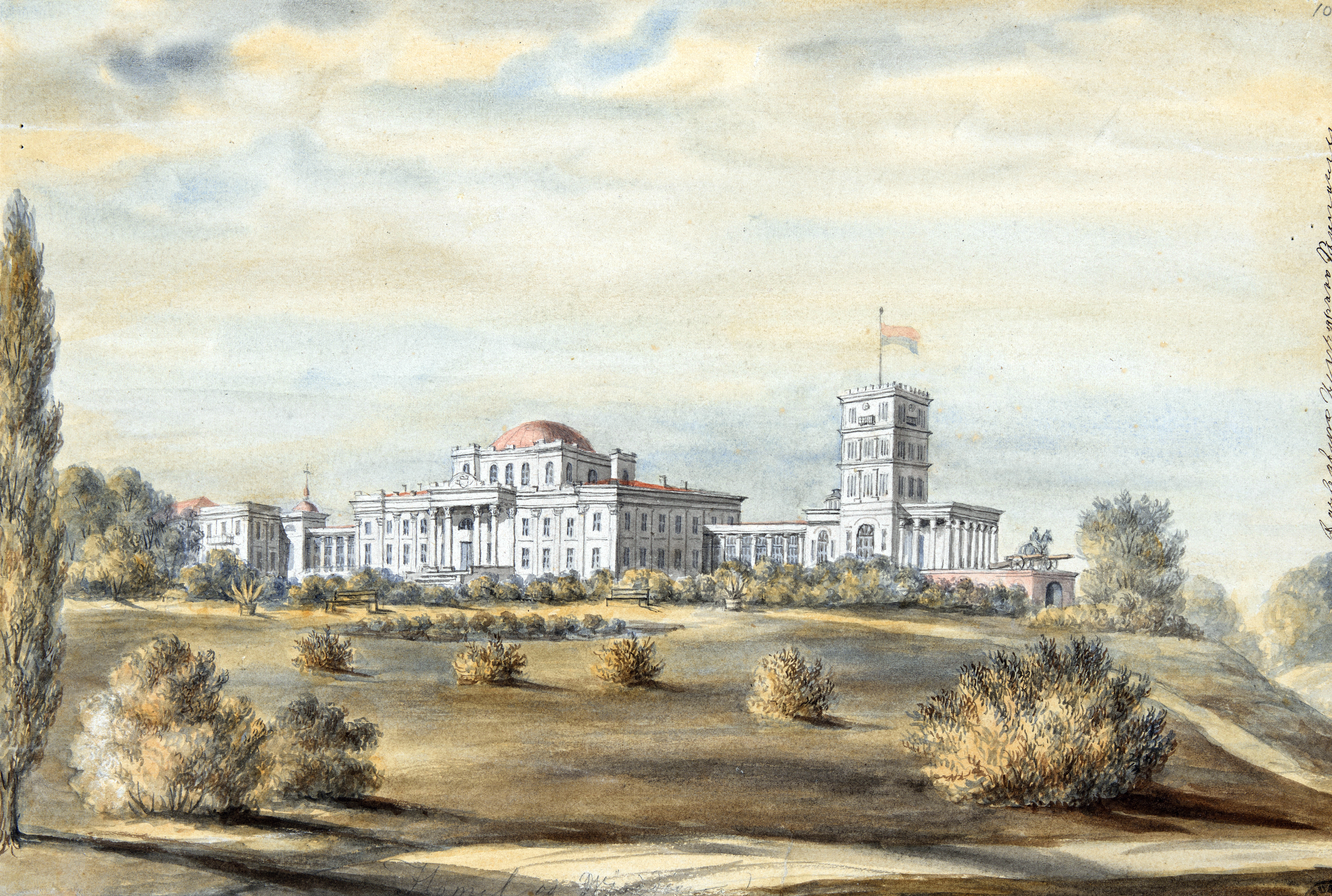
Дворец Румянцевых — Паскевичей